# The Story of Vernon and Irene Castle
The Story of Vernon and Irene Castle ist ein US-amerikanisches Filmmusical mit Fred Astaire und Ginger Rogers aus dem Jahr 1939, das das Leben des Tanzpaars Vernon und Irene Castle nacherzählt.

## Handlung
Vernon Castle tritt als Slapstick-Komiker in US-amerikanischen Vaudeville-Theatern auf. Dabei lernt er die junge Tänzerin Irene Foote kennen, die ihn dazu bringt, ins Tanzfach zu wechseln. Gemeinsam üben sie zahlreiche Tänze ein und kommen sich dabei näher. Sie heiraten und gehen anschließend nach Paris, im Glauben dort ein Tanzengagement erhalten zu haben. Doch die örtlichen Manager wollen eigentlich nur Vernon mit seinen Slapstick-Nummern auf der Bühne sehen.
Als ihnen nur noch wenig Geld übrig bleibt, treffen Vernon und Irene auf die britische Talentsucherin Maggie Sutton, die ihnen einen gemeinsamen Auftritt im renommierten Café de Paris verschafft. Ihr Auftritt wird umjubelt, und weitere Engagements folgen, die die Castles berühmt machen. Auch die Modewelt wird auf sie aufmerksam und nimmt sich ihren Kleidungsstil zum Vorbild. Nach vielen erfolgreichen Tourneen gehen die Castles in den Ruhestand und kehren in die Vereinigten Staaten zurück.
Als der Erste Weltkrieg ausbricht, wird Vernon als britischer Staatsbürger eingezogen und bei der Luftwaffe verpflichtet. Nach einigen gefährlichen Einsätzen soll Vernon US-amerikanische Piloten ausbilden. Wieder daheim, verabredet sich Vernon mit Irene auf ein romantisches Treffen in einem kleinen Hotel in der Nähe seiner Landebahn. Während Irene auf Vernon wartet, verunglückt dieser bei einem Flugmanöver tödlich, als ihm einer seiner Schüler entgegenfliegt.

## Hintergrund
The Story of Vernon and Irene Castle war der neunte gemeinsame Film von Fred Astaire und Ginger Rogers und zugleich der einzige mit einem tragischen Ende. Der von RKO Pictures produzierte Film basiert auf den beiden Geschichten My Husband und My Memories of Vernon Castle von Irene Castle, die die Filmrechte für 20.000 Dollar an RKO verkauft hatte und auch als technische Beraterin bei den Dreharbeiten zum Einsatz kam. Dabei widersprach sie im Hinblick auf die Kostüme und die künstlerischen Freiheiten mehrfach den Anweisungen von Regisseur H. C. Potter und auch den Vorstellungen von Hauptdarstellerin Ginger Rogers. Vor allem störte es Castle, der man auch die Rolle ihrer Mutter angeboten hatte, dass sich Rogers weigerte, ihre Haare brünett zu färben und sie zu einem Bob, wie ihn Castle trug, schneiden zu lassen.
Erste Sequenzen des Films wurden Ende Oktober 1938 gedreht. Die eigentlichen Dreharbeiten erfolgten vom 10. November 1938 bis 26. Januar 1939. Drehorte in Kalifornien waren unter anderem Bel Air, der Long Beach Municipal Airport, Newport Beach und Triunfo. Die Uraufführung fand am 29. März 1939 in New Yorks Radio City Music Hall statt. In Deutschland wurde das Filmmusical nicht veröffentlicht.

## Musik- und Tanznummern
- Oh! You Beautiful Doll (1911, Nat Ayer, A. Seymour Brown): gesungen von einem Männerchor, getanzt von Frances Mercer
- The Glow-Worm (1902, Paul Lincke, Lilla Cayley Robinson): gesungen von einem Frauenchor
- By the Beautiful Sea (1914, Harry Carroll, Harold Atteridge): gesungen von einem Männerquartett am Strand
- Row, Row, Row (1912, James V. Monaco, William Jerome): gesungen von einem Männerquartett am Strand
- The Yama Yama Man (1908, Karl Hoschna, George Collin Davis): gesungen und getanzt von Ginger Rogers
- Come, Josephine in My Flying Machine (1910, Fred Fisher, Al Bryan): gesungen von einem Chor
- By the Light of the Silvery Moon (1909, Gus Edwards, Edward Madden): getanzt von Fred Astaire und Sonny Lamont
- Cuddle Up a Little Closer, Lovely Mine (1908, Karl Hoschna, Otto Harbach): gesungen von einem Chor
- King Chanticleer (Nat Ayer, A. Seymour Brown): Tanzprobe von Astaire und Rogers
- Only When You’re in My Arms (Harry Ruby, Con Conrad und Bert Kalmar): der einzige Song, der für den Film geschrieben wurde; gesungen von Astaire und am Ende getanzt von ihm und Rogers
- Waiting for the Robert E. Lee (1912, Lewis F. Muir, L. Wolfe Gilbert): getanzt von Astaire und Rogers
- The Syncopated Walk (1914, Irving Berlin): getanzt von Astaire und Rogers in einem Hotelzimmer
- While They Were Dancing Around (James V. Monaco, Joseph McCarthy): gesungen von Rogers
- The Darktown Strutters’ Ball (1917, Shelton Brooks, Elsie Janis): dargeboten von Louis Mercier mit der Stimme von Jean Sablon
- Too Much Mustard (Trés Moutarde) (1911, Cecil Macklin): getanzt von Astaire und Rogers
- Rose Room (1917, Art Hickman, Harry Williams): getanzt von Astaire und Rogers
- Trés Jolie (Émile Waldteufel): getanzt von Astaire und Rogers
- Little Brown Jug (1869, Joseph Winner): getanzt von Astaire und Rogers
- Dengozo (1914, Ernesto Nazareth): getanzt von Astaire und Rogers
- Medley: getanzt von Astaire und Rogers
  - You’re Here and I’m Here (1914, Jerome Kern, Harry B. Smith)
  - Chicago (1922, Fred Fisher)
  - Hello, Frisco, Hello (1915, Louis A. Hirsch, Gene Buck)
  - Way Down Yonder in New Orleans (1922, Turner Layton, Henry Creamer)
  - Take Me Back to New York Town (1907, Harry von Tilzer, Andrew Sterling)
- It’s a Long Way to Tipperary (1912, Jack Judge, Harry Williams): gesungen von Soldaten
- Hello! Hello! Who’s Your Lady Friend? (1914, Harry Fragson, Worton David, Bert Lee): dargeboten von Astaire, Emmett O’Brien und Soldaten
- Walzermedley: getanzt von Astaire und Rogers
  - Cecile Waltz (Frank W. McGee)
  - Nights of Gladness (Charles Ancliffe)
  - Missouri Waltz (1914, John Valentine Eppel, J. R. Shannon)
- La Marseillaise (1792, Claude Joseph Rouget de Lisle): gesungen von Astaire, Rogers und Adrienne D’Ambricourt

## Kritiken
Variety bezeichnete The Story of Vernon and Irene Castle als „spitzenmäßige Kinounterhaltung“. Irene Castles persönliche Lebensgeschichte sei „offenkundig mit beachtlicher Gewissenhaftigkeit und einem Minimum an Bombastik und Heroismus in Zelluloid verwandelt“ worden. Ginger Rogers und Fred Astaire seien in ihren Rollen „exzellent“.
Frank S. Nugent von der New York Times fand, dass Astaire und Rogers „durchweg in Bestform“ getanzt hätten und dies „gut genug“ sei, „um den Castles alle Ehre zu machen“. Herausgekommen sei „eine schön erzählte Geschichte“, die „mit aufrichtigen und dynamischen Darstellungen sowie einer soliden und stimmigen Produktion“ aufwarten könne. Die beiden Hauptdarsteller sei man jedoch anders gewohnt. Ein Happy End passe besser zu ihnen. Der Filmkritiker Leonard Maltin lobte die „vielen guten Tanzeinlagen und Songs“.